# ليوناردو ليفا
ليوناردو ليفا (23 مارس 1990 في كوبا - ) هو لاعب كرة طائرة كوبا في مركز ضارب خارجي ‏.

## وصلات خارجية
- ليوناردو ليفا على موقع الاتحاد الأوروبي (الإنجليزية)
- ليوناردو ليفا على موقع عالم الكرة الطائرة (الإنجليزية)